# Pont Hainguerlot
Le pont Hainguerlot est un pont ferroviaire à voie unique, situé à Saint-Denis, en Île-de-France.

## Situation et accès

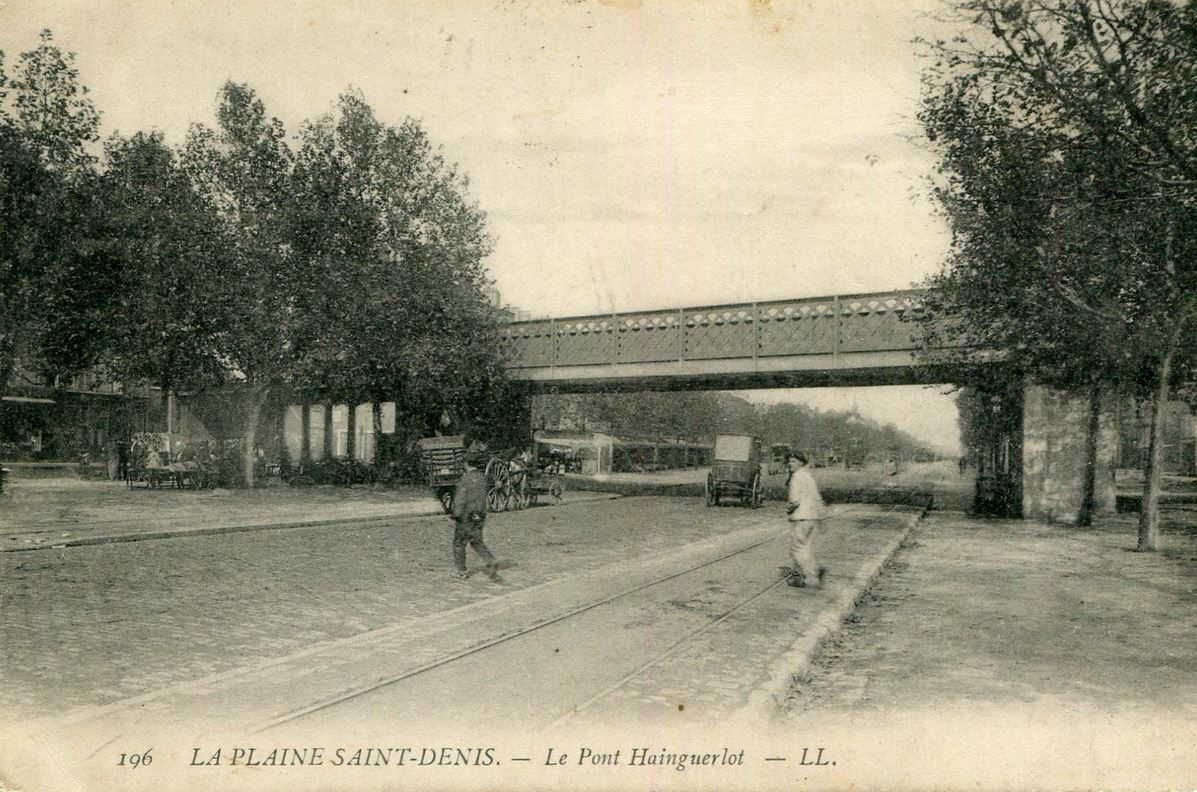
Le pont Hainguerlot, au sud de
La Plaine Saint-Denis.

Situé au sud de La Plaine Saint-Denis, le pont Hainguerlot permet à la ligne de La Plaine à Pantin de franchir l'avenue du Président-Wilson et l'autoroute du Nord.
La circulation ferroviaire sur ce pont est inexistante, car la ligne n'est plus utilisée à l'exception de la partie à l'Est du canal Saint-Denis, par la Régie autonome des transports parisiens pour desservir l'atelier de La Villette, par les voies de l'ancienne boucle terminale de Porte de la Villette, sur la ligne 7 du métro.
Il est desservi par l'arrêt de bus RATP Pont Hainguerlot.

## Origine du nom
Ce pont tient son nom de Georges Tom Hainguerlot, entrepreneur parisien, qui avait acquis en 1866 les magasins du pont de Flandre qui allaient devenir les Entrepôts des magasins généraux de Paris.

## Historique

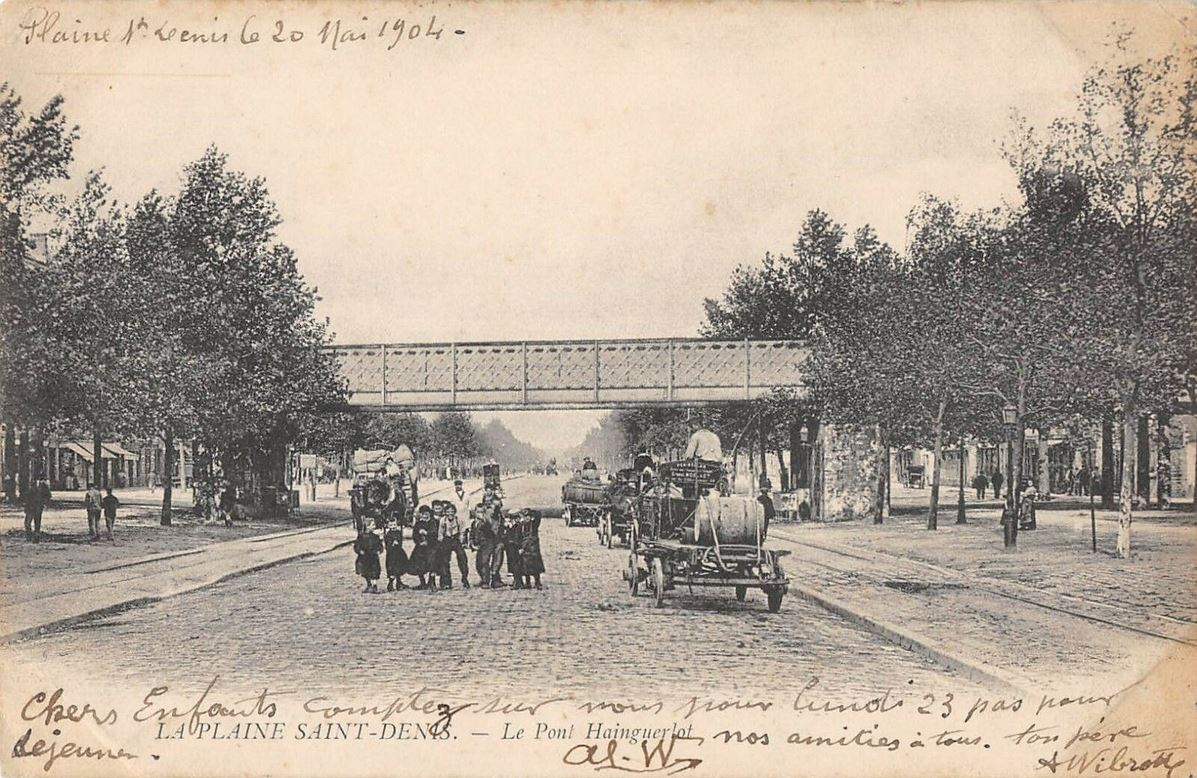
Le pont Hainguerlot en 1904.

En 1860, lors du rattachement à Paris de l'ancienne commune de La Chapelle, rattachée en 1860 à Paris, la barrière de l'octroi de la Place de La Chapelle, qui y était installée depuis 1798, est déplacée à la porte de la Chapelle. Un bâtiment d'octroi a donc été installé aux pieds du pont.

## Notes et références

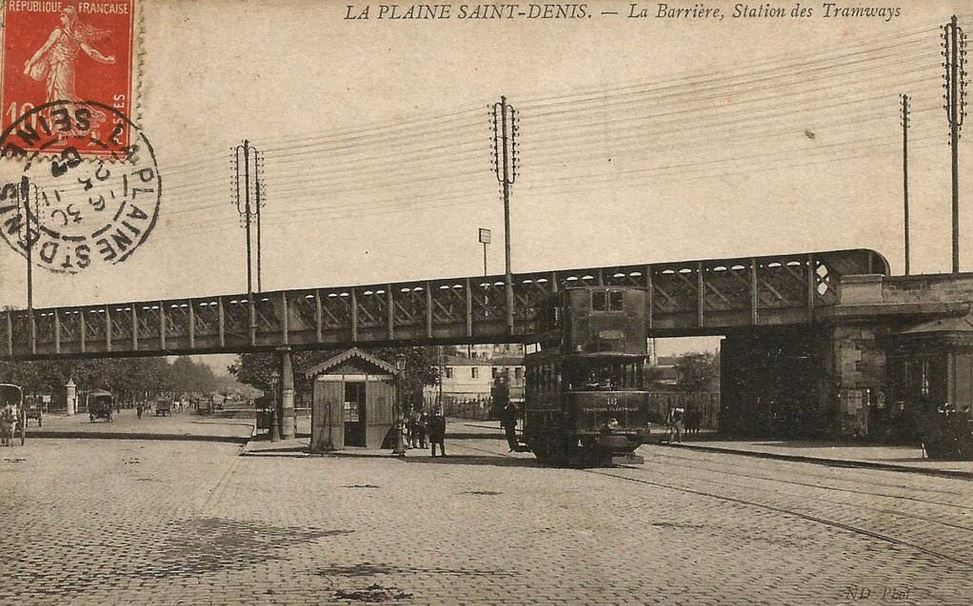
Le pont Hainguerlot, la station des tramways et la barrière d'octroi.